# اندیس لوت
لوت یک اندیس فلزی است که در حوالی شهر کویر لوت استان یزد قرار دارد و مادهٔ معدنی موجود در آن، اورانیوم است.